# مینتون (تگزاس)
مینتون، تگزاس(به انگلیسی: Mentone, Texas) شهری در ایالت تگزاس از ایالات جنوبی ایالات متحده آمریکا است. در سرشماری سال ۲۰۰۰، جمعیت این شهر ۱۵ نفر اعلام شد.